# Lia (ca sĩ Nhật Bản)
Lia (りあ sinh ngày 3 tháng 7 năm 1981) là một nữ ca sĩ kiêm nhạc sĩ J-pop người Nhật và là cựu thành viên của ban nhạc I've Sound. Lia cũng trình bày các ca khúc theo phong cách happy hardcore, cô phát hành năm album với toàn bộ các bài hát theo phong cách này; tên của cô được viết thành ba chữ cái in hoa ("LIA") trên mỗi album. Các ca khúc đáng chú ý nhất của cô cho đến thời điểm hiện tại là hai bài hát chủ đề mở đầu và kết thúc cho hai visual novel của công ty Key: AIR và Tomoyo After ~It's a Wonderful Life~. Lia cũng trình bày ca khúc chủ đề cho MMORPG RF Online có tên "The Force of Love". Cô còn thực hiện hai ca khúc thuộc thể loại Eurobeat cho Initial D 4th Stage là "All Around" và "Sky High" do Avex Trax sản xuất. Lia thông thạo tiếng Anh. Ngày 1 tháng 7 năm 2009, Lia công bố trên blog cá nhân của mình là cô đã kết hôn và mang thai. Ngày 31 tháng 1 năm 2010, Lia sinh đứa bé đầu lòng của họ.
LIA còn cho giọng cho Vocaloid IA (Thay thế cho cô trong lúc tạm nghỉ để nuôi con).

## Danh sách đĩa nhạc

### Đĩa đơn
1. "Natsukage / Nostalgia" (24 tháng 12 năm 2001)
2. "Shift: Sedai no Mukō" (29 tháng 12 năm 2001)
3. "I'm Feeling" (1 tháng 7 năm 2003) - Đĩa đơn Analog
4. "Birthday Song,Requiem" (25 tháng 6 năm 2004)
5. "Spica/Hanabi/Moon" (25 tháng 6 năm 2004)
6. "Kimi no Yoin: Tōi no Sora no Shita de" (24 tháng 3 năm 2005)
7. "Tori no Uta / Farewell Song" (23 tháng 5 năm 2006) - Đĩa đơn Analog
  - Ca khúc chủ đề mở đầu/kết thúc của AIR
8. "Pride: Try to Fight!" (21 tháng 6 năm 2006)
  - Bài hát được sử dụng như một ca khúc chủ đề kết thúc của Bakkyuu HIT! Crash B-Daman
9. "Over the Future" (22 tháng 11 năm 2006)
  - "Over the Future" được sử dụng làm ca khúc chủ đề kết thúc của Bakkyuu HIT! Crash B-Daman
10. "Doll / Human" (30 tháng 1 năm 2008) - Đĩa đơn cùng với Tada Aoi đứng #54 trên bảng xếp hạng Oricon
  - "Doll" và "Human" được sử dụng làm ca khúc chủ đề kết thúc của Gunslinger Girl -Il Teatrino-
11. "Toki o Kizamu Uta / Torch" (14 tháng 11 năm 2008) đứng #13 trên bảng xếp hạng Oricon
  - Ca khúc chủ đề mở đầu/kết thúc của loạt anime CLANNAD ~After Story~
12. "My Soul, Your Beats!/Brave Song" (26 tháng 5 năm 2010) - Đĩa đơn với Tada Aoi đứng #3 trên bảng xếp hạng Oricon
  - Trình bày "My Soul, Your Beats!", được sử dụng làm ca khúc chủ đề mở đầu của loạt anime Angel Beats!
13. "Ashita Tenki ni Naare" (21 tháng 7 năm 2010)
  - Bài hát được sử dụng làm ca khúc chủ đề kết thúc thứ nhất của Daimajin Kanon và "Aruite Kaerō" được sử dụng làm ca khúc chủ đề kết thúc thứ hai
14. "Kizunairo" (27 tháng 10 năm 2010) đứng #6 trên bảng xếp hạng Oricon
  - Ca khúc chủ đề mở đầu của loạt anime Fortune Arterial

### Album

#### Album gốc
1. Prismatic, Phát hành 25 tháng 6 năm 2004
2. Colors of life, Phát hành 25 tháng 5 năm 2005
3. Gift, Phát hành 29 tháng 12 năm 2005
4. Dearly, Phát hành 1 tháng 11 năm 2006
5. Collection Album Vol.1 [Diamond Days], Phát hành 19 tháng 9 năm 2007
6. Collection Album Vol.2 [Crystal Voice], Phát hành 17 tháng 10 năm 2007
7. New Moon, Phát hành 2 tháng 9 năm 2008
8. Key+Lia Best 2001-2010, Phát hành 24 tháng 6 năm 2011

#### Album Happy hardcore
1. enigmatic LIA, Phát hành 22 tháng 9 năm 2005
2. enigmatic LIA 2, Phát hành 16 tháng 2 năm 2007
3. Collection Album [Spectrum Rays], Phát hành 17 tháng 10 năm 2007
4. enigmatic LIA 3 -worldwide collection-, Phát hành 1 tháng 4 năm 2009
5. enigmaticLIA4, Phát hành 28 tháng 12 năm 2010
Sau phát hành thành hai đĩa là "-Anthemical Keyworlds-" và "-Anthemnia L's core-" vào ngày 22 tháng 6 năm 2011

### Bài hát khác
- "Akai Yakusoku" (chủ đề kết thúc của Fortune Arterial)
- "Aozora" (ca khúc chèn thêm trong AIR)
- "All Around" / "Sky High" (ca khúc chèn thêm trong Initial D 4th Stage)
- "Ana" (ca khúc chèn thêm trong CLANNAD)
- "Yakusoku" (ca khúc hình trong phim CLANNAD)
- "Light colors" (chủ đề mở đầu của Tomoyo After ~It's a Wonderful Life~)
- "Life is like a Melody" (chủ đề kết thúc của Tomoyo After ~It's a Wonderful Life~)
- "Last regrets -acoustic version-" (ca khúc đặc trưng trong album hòa âm Recollections của Kanon)
- "The Force of Love" (ca khúc chủ đề của MMORPG RF Online)
- "Girls Can Rock" / "Feel Like A Girl" (ca khúc chèn thêm trong School Rumble: Second Term)
- "Horizon" (ca khúc chính của Beatmania IIDX 11: IIDX RED, sản xuất bởi Kosuke Saito aka kors k)
- "Ashita ni Mukatte Get Dream!" (chủ đề kết thúc của Bakkyuu HIT! Crash B-Daman)
- "Saya's Song" (ca khúc chèn thêm trong Little Busters! Ecstasy)
- "Tazunebito" (chủ đề mở đầu của Hoshiuta)
  - "Hoshikuzu no Kizuna" (chủ đề mở đầu của Hoshiuta: Starlight Serenade)
- "Mado Kara Mieru" (Calling All Dawns)